# Biserica de lemn din Meriș

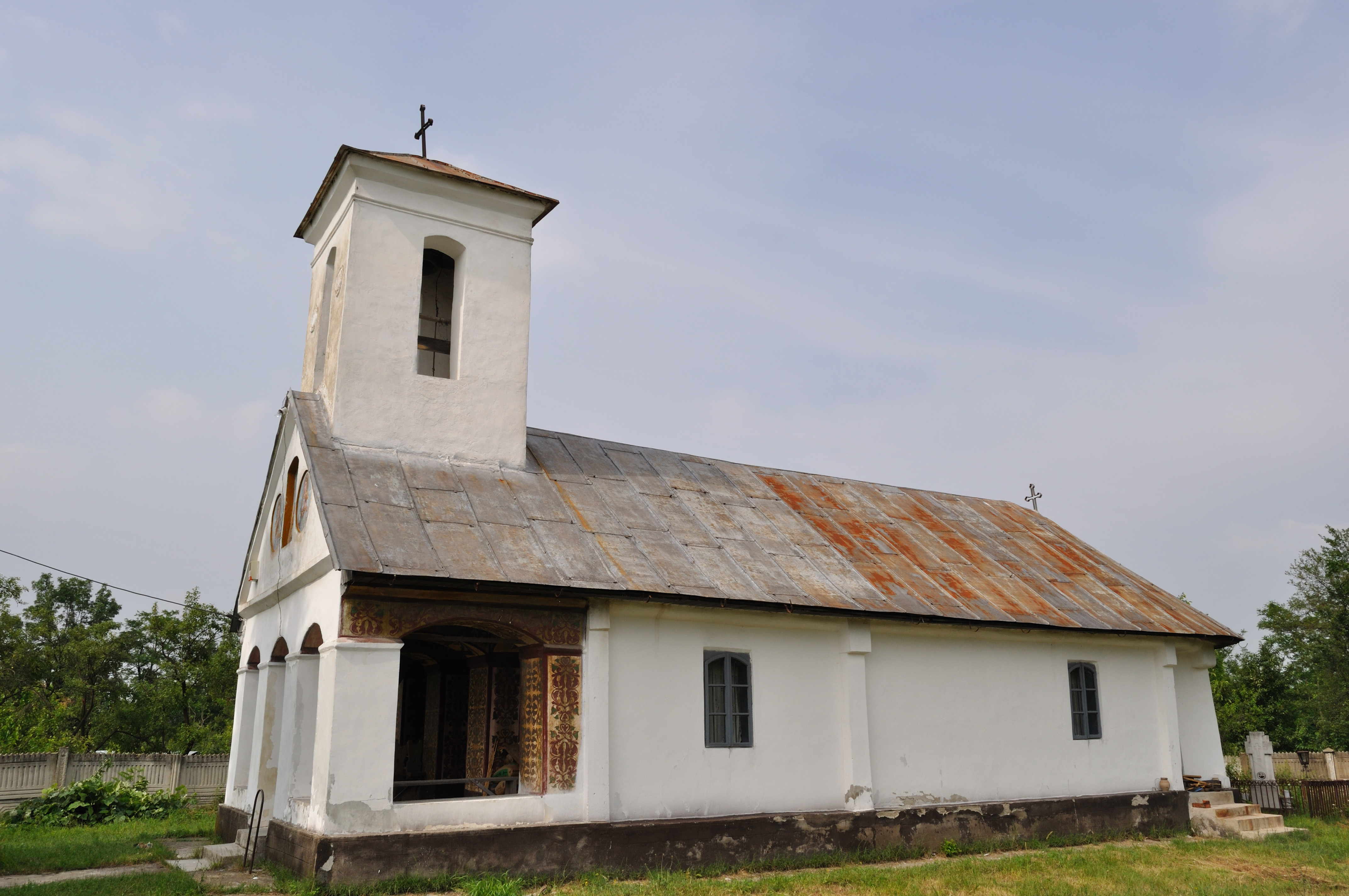
Biserica de lemn „Sfântul Ierarh Nicolae” din Meriș, comuna Broșteni, județul Mehedinți, foto: iunie 2010.

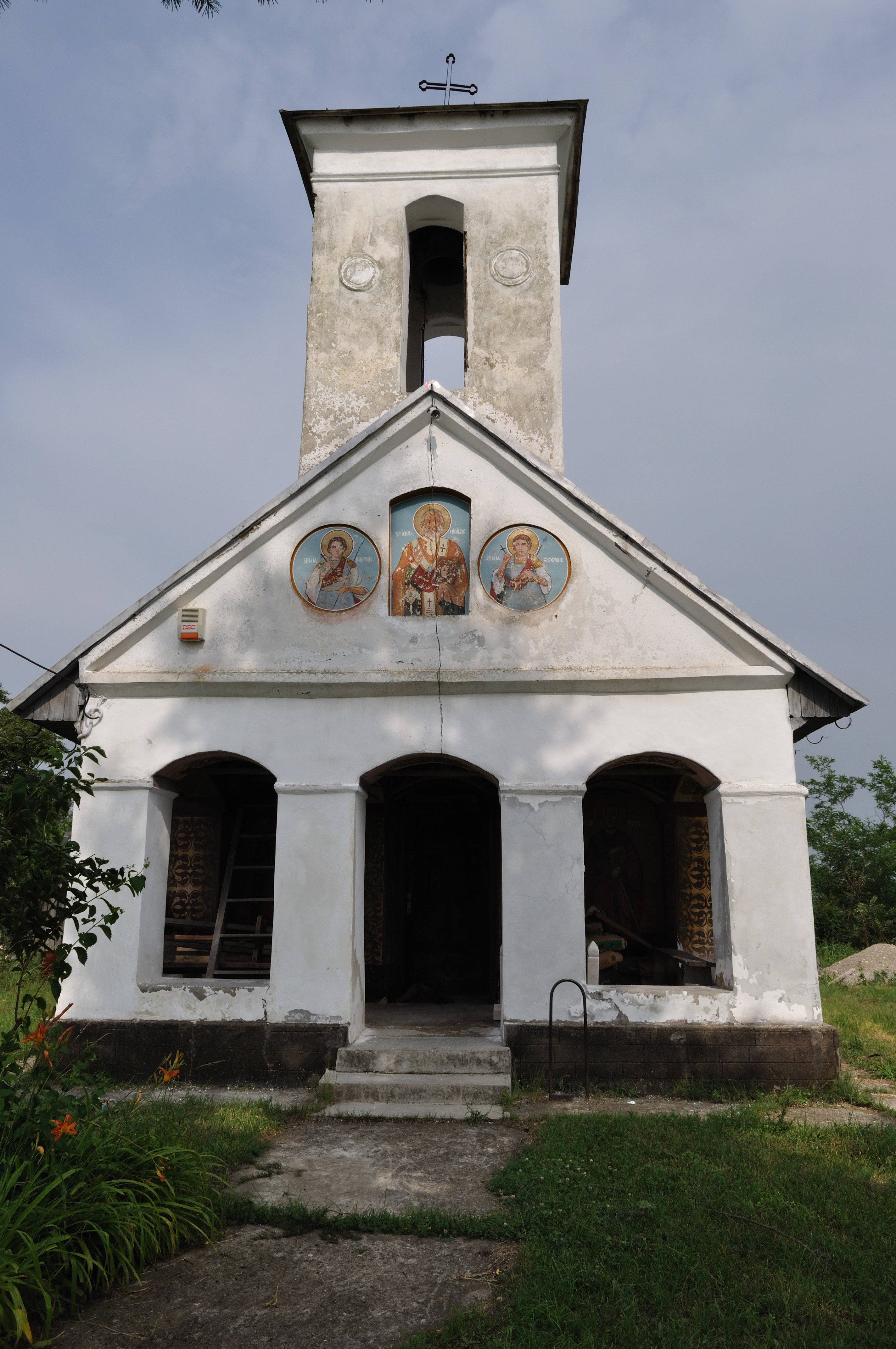
Biserica (vest)

Biserica de lemn din Meriș, comuna Broșteni, județul Mehedinți, a fost construită în jur de 1795, refăcută în 1878 . Are hramul „Sfântul Nicolae”. Biserica se află pe noua listă a monumentelor istorice sub codul LMI:  MH-II-m-B-10364.

## Imagini din exterior

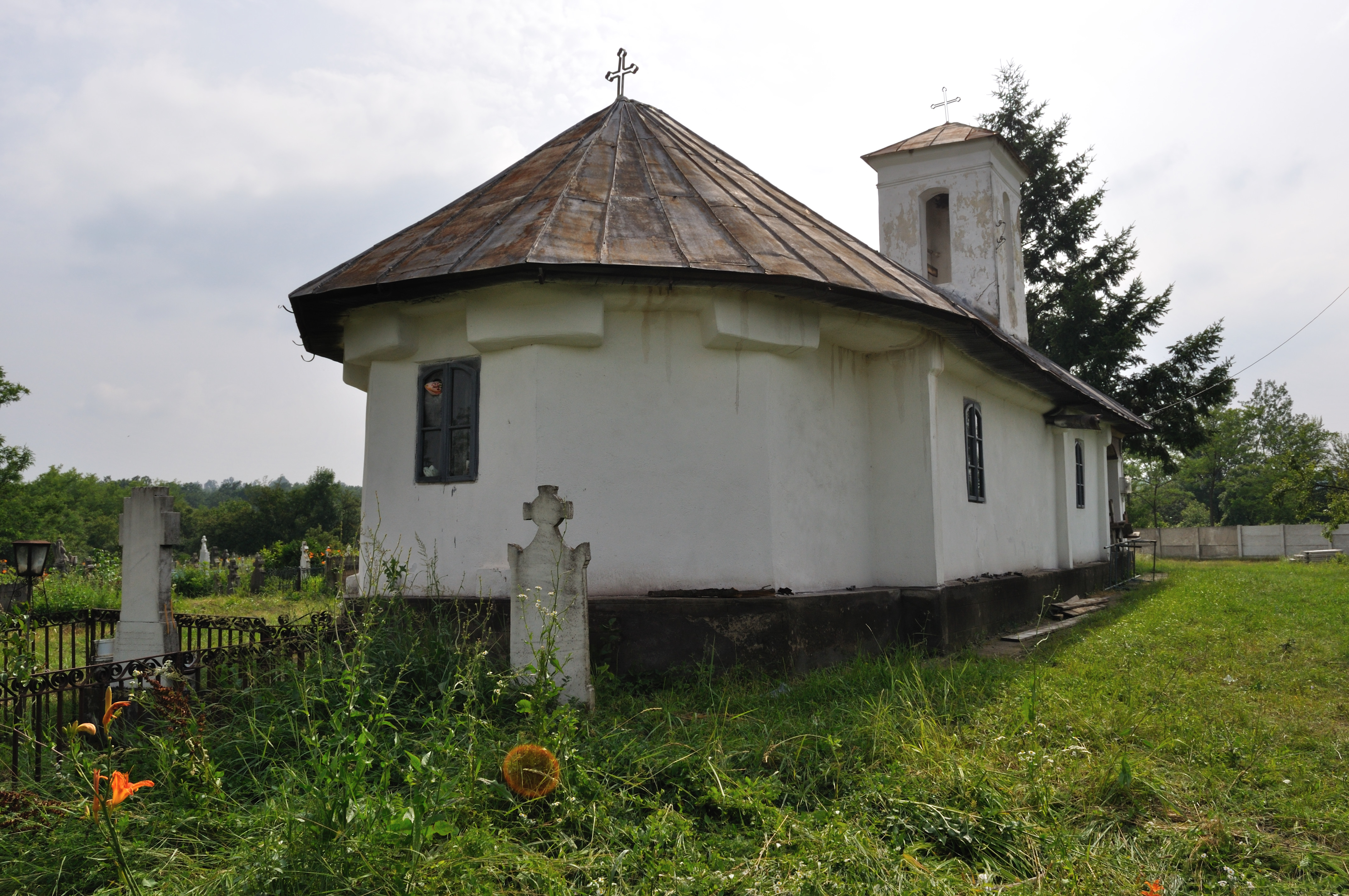
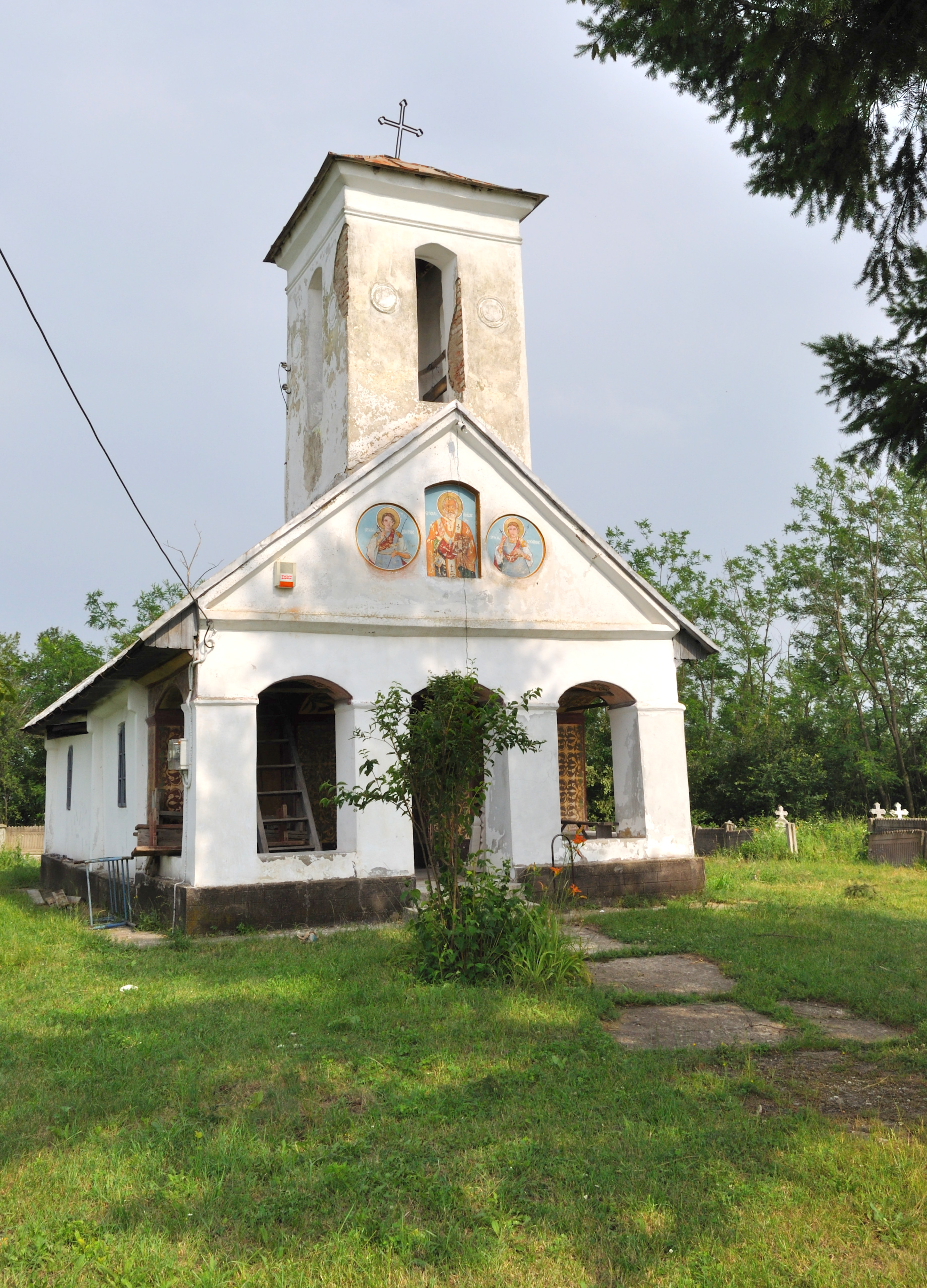
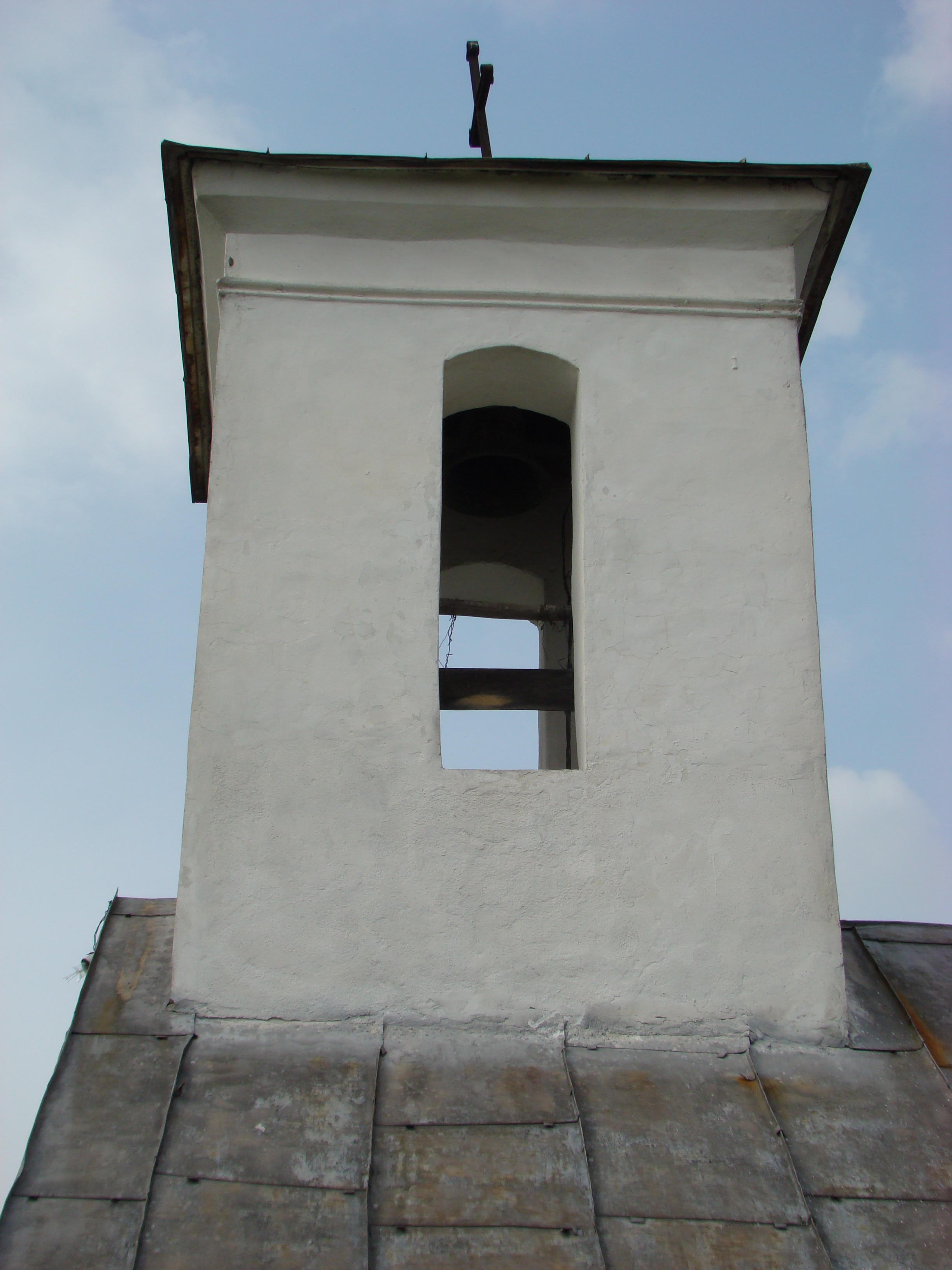
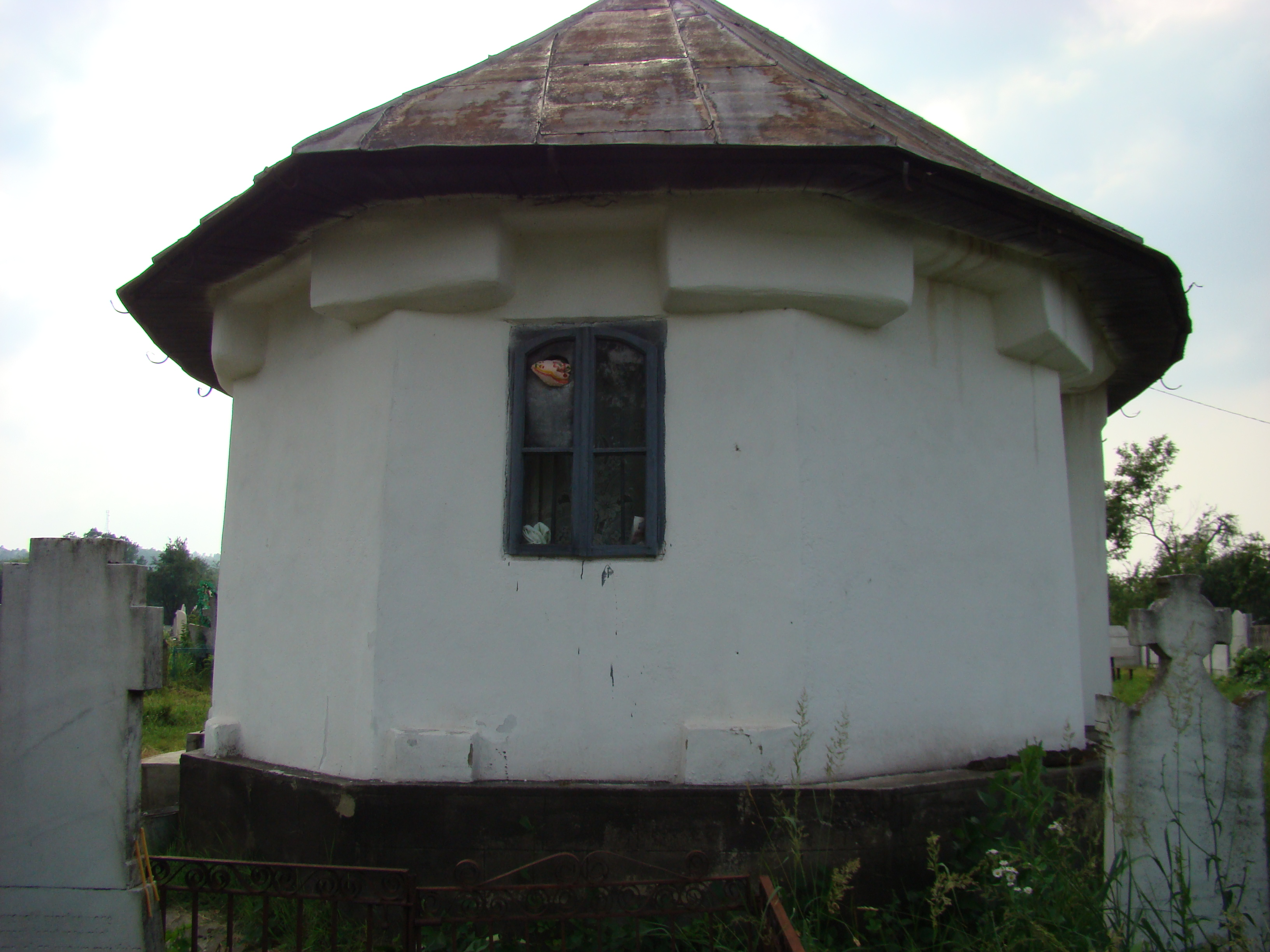
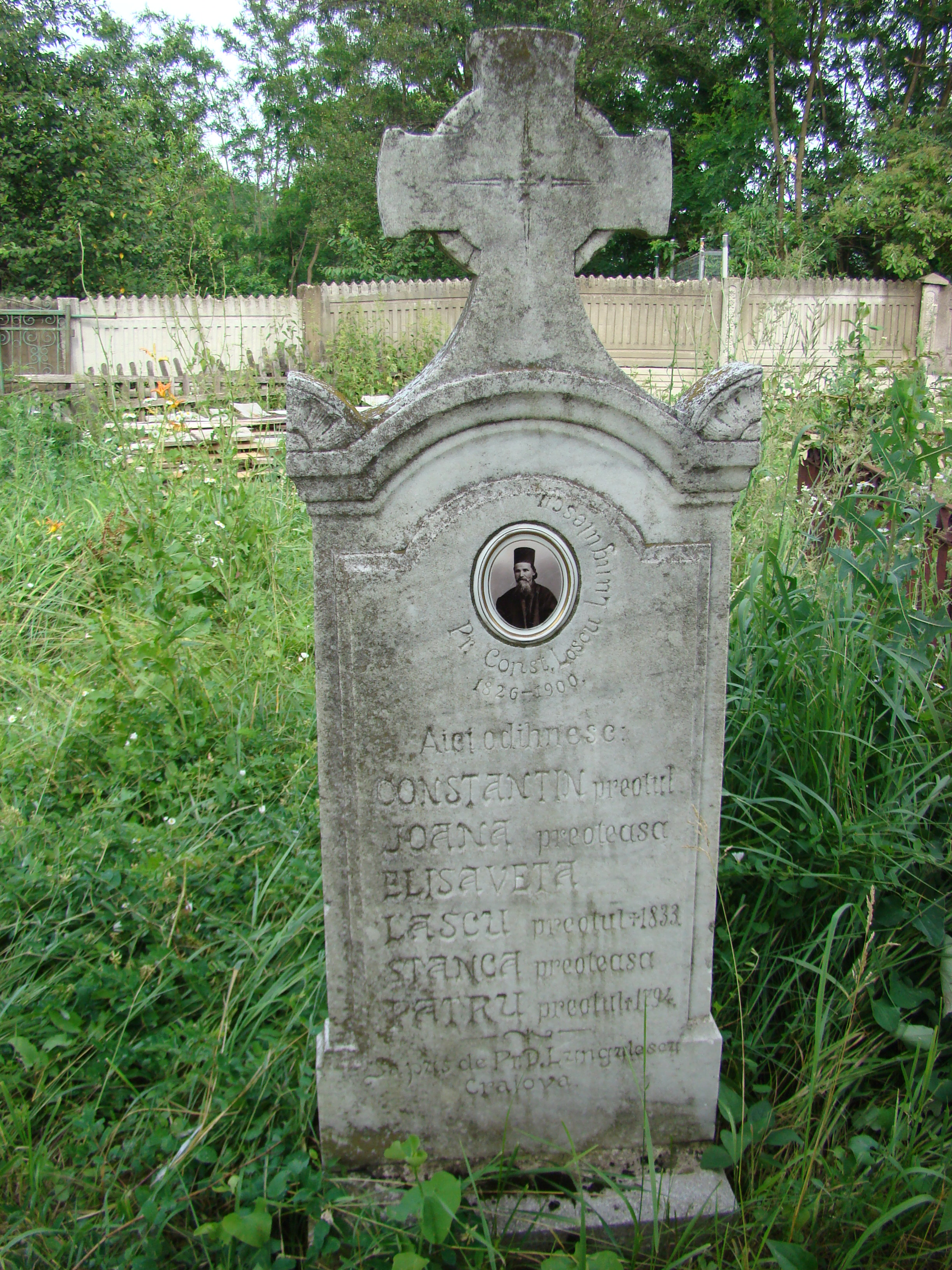
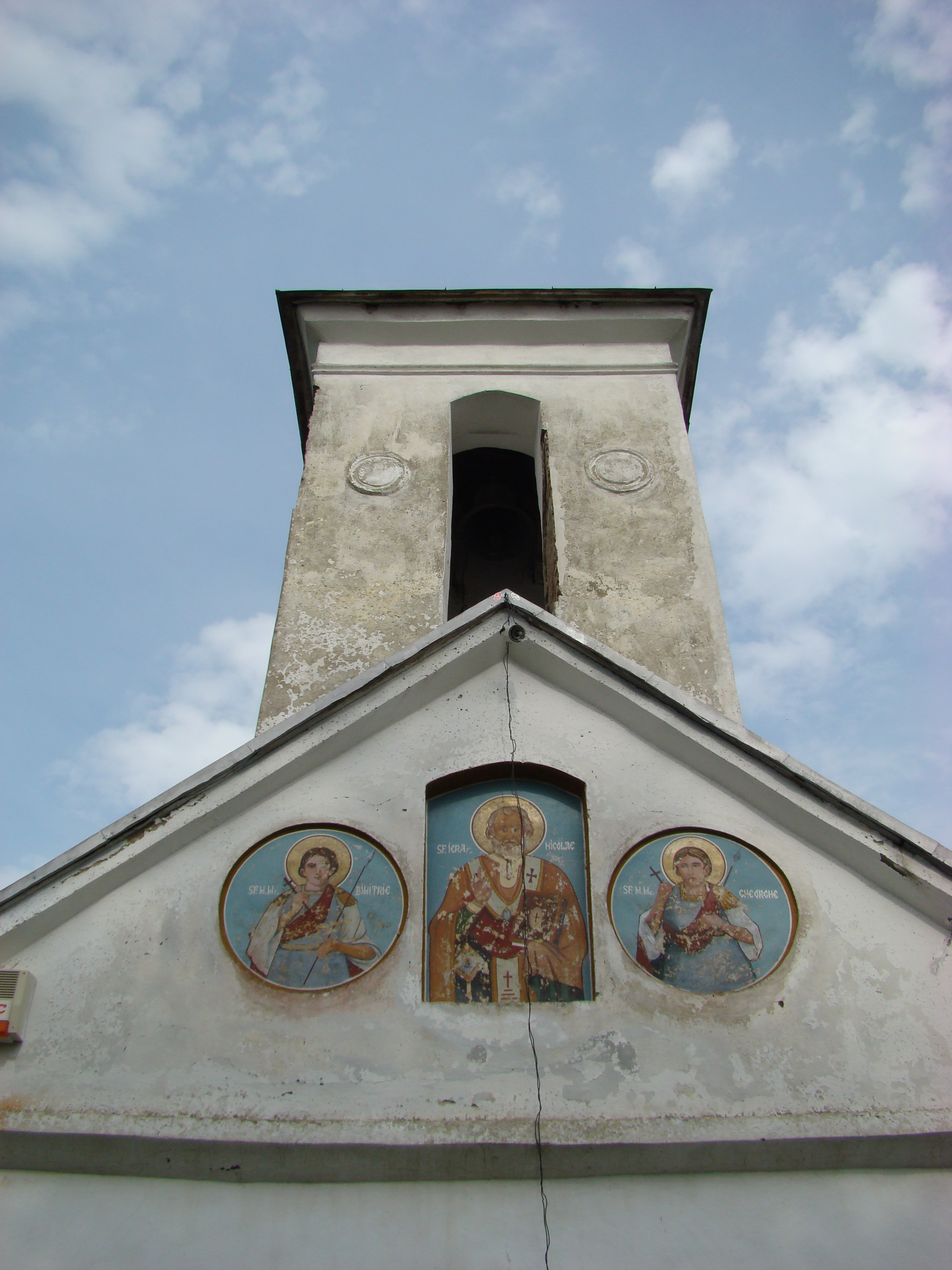
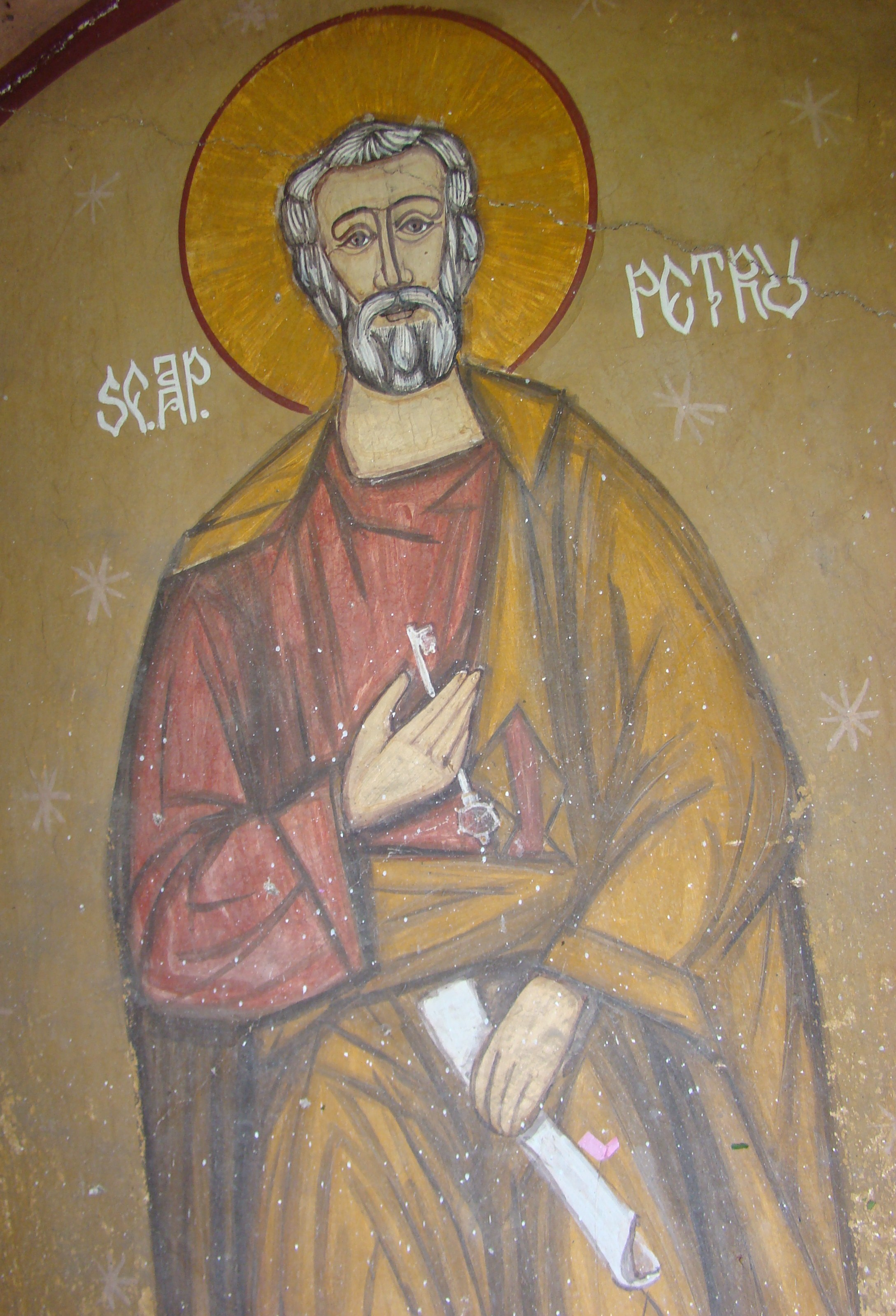
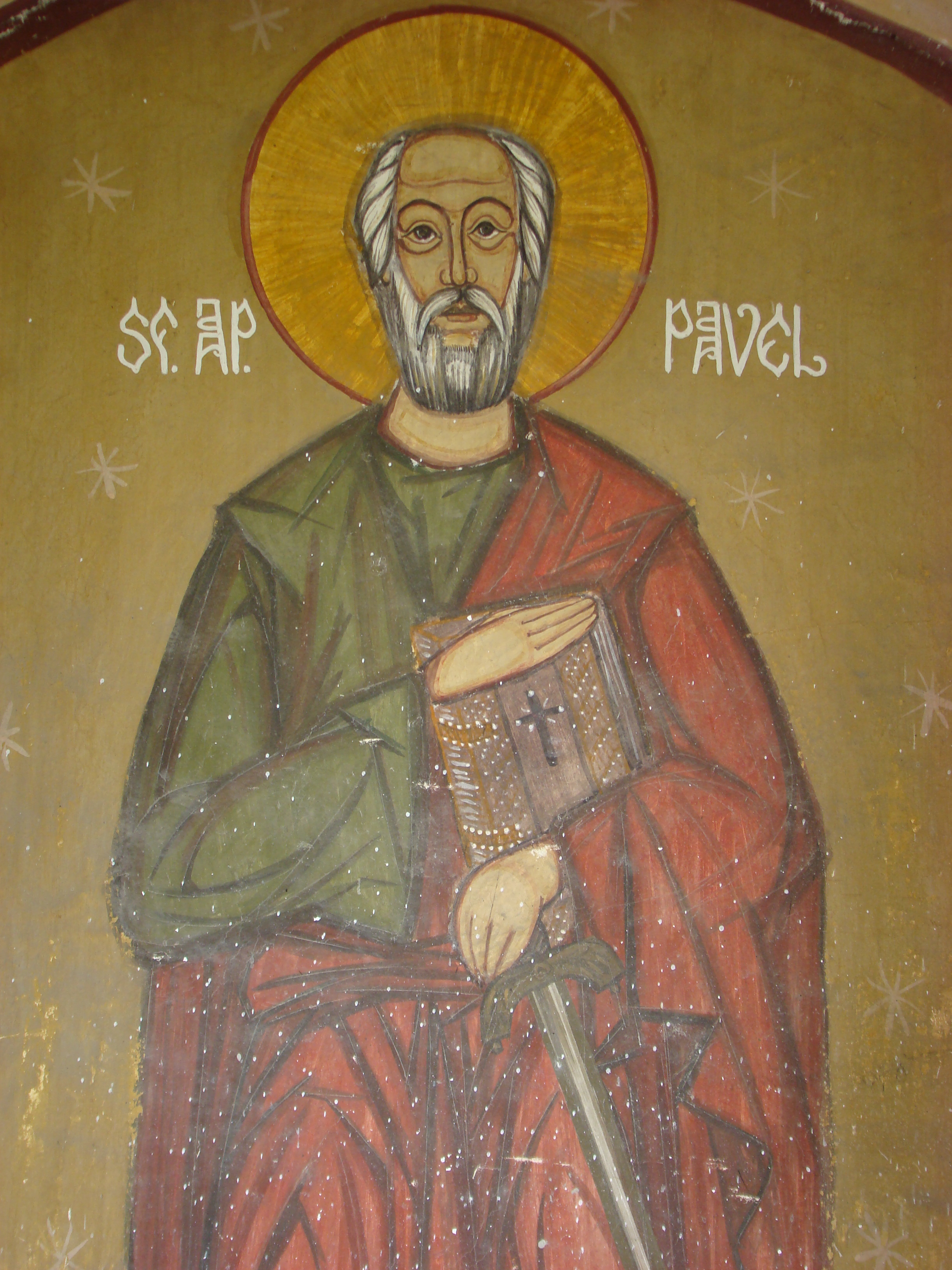